# Галлиполи (Апулия)
Галлиполи (итал. Gallipoli) — коммуна в Италии, располагается в регионе Апулия, в провинции Лечче.
Население составляет 21 148 человек (2008 г.), плотность населения составляет 529 чел./км². Занимает площадь 40 км². Почтовый индекс — 73014. Телефонный код — 0833.
Покровителями коммуны почитается святой Себастьян, празднование 20 января, святая Агата, празднование 5 февраля, и святая Христина Тирская, празднование 23, 24 и 25 июля.

## Демография
Динамика населения:

## Администрация коммуны
- Официальный сайт: https://web.archive.org/web/20150816023025/http://www.comune.gallipoli.le.it/